# Oscar Lee Bradley
Oscar Lee Bradley Sr  (* um 1910; † ?) war ein US-amerikanischer Jazz- und Blues-Schlagzeuger.

## Leben und Wirken
Bradley, der in der Musikszene von Los Angeles arbeitete, gehörte Mitte der 1930er-Jahre der Hausband des Club Alabam an und spielte 1937 bei Art Tatum and His Swingsters („Body and Soul“, Decca) und mit Louis Prima and his New Orleans Gang, in den folgenden Jahren auch mit Maxine Sullivan.

T-Bone Walker - Call it Stormy Monday

In den frühen 1940er-Jahren spielte er bei Les Hite und Benny Carter. 1947 holte ihn T-Bone Walker in seine Band; er wirkte darauf bei dessen Sessions für Black & White Records mit, zu hören in „Call it Stormy Monday“ und „Drifting Blues“. In den Nachkriegsjahren arbeitete er u. a. mit Phil Moore, Slim Gaillard, Ernestine Anderson/Shifty Henry, Wilbert Baranco, Helen Humes, Willard McDaniel, Stuff Smith, Claude McLin und Roy Milton. Der Diskograf Tom Lord listet seine Beteiligung an 39 Aufnahmesessions zwischen 1937 und 1961.